# Distrikt Mitooma
Mitooma ist ein Distrikt in Westuganda. Die Hauptstadt des Distrikts ist Mitooma. Er gehört zum historischen Königreich Ankole.

## Lage
Der Bezirk Mitooma grenzt im Norden an den Distrikt Bushenyi, im Osten an den Distrikt Sheema, im Süden an den Distrikt Ntungamo und im Westen an den Distrikt Rukungiri.

## Geschichte
Der Distrikt Mitooma wurde durch ein Gesetz des ugandischen Parlaments ins Leben gerufen und am 1. Juli 2010 in gegründet. Zuvor war der Distrikt als Ruhinda County bekannt und Teil des Distrikts Bushenyi.

## Demografie
Die Bevölkerungszahl wird für 2020 auf 194.300 geschätzt. Davon lebten im selben Jahr 6,2 Prozent in städtischen Regionen und 93,8 Prozent in ländlichen Regionen.
| Zensusjahr | Einwohnerzahl |
| ---------- | ------------- |
| 1991       | 134.251       |
| 2002       | 160.802       |
| 2014       | 183.444       |

## Wirtschaft
Die Landwirtschaft ist die Hauptstütze der Wirtschaft des Distrikts, wie dies auch bei den meisten anderen Regionen des Landes der Fall ist. 